# Sabine Moussier
Sabine Moussier (Leverkusen, Sjeverna Rajna-Vestfalija, Zapadna Njemačka, 12. srpnja 1968.) meksička je glumica poznata po ulogama zlih i promiskuitetnih žena u telenovelama. 

## Životopis
Sabine je rođena kao Diana Sabine Moussier, 12. srpnja 1968., u Leverkusenu, u Zapadnoj Njemačkoj. Kao malo dijete se s majkom Dianom preselila u Meksiko, u Mazatlán. Kao tinejdžerica se preselila u Ciudad de México.
Sabine je započela 1999. vezu s Rodrigom Santosom, ali su se razišli 2002. Kasnije te godine, Sabine je imala novu vezu, s Jorgeom Peraltom, a razišli su se 2008. Imaju dvoje djece: Camilu (2003.) i Paula (2006.). Sabine je često Jorgea nazivala svojim "suprugom", iako se nikada nisu vjenčali. Sabine je 2008. ušla u vezu s Juanom, ali ju je prekinula 2009.
Nakon što su nju lovila dvojica paparazza dok je išla u kupnju s djecom u Mexico Cityju, tražila je političare da naprave zakon o zaštiti ljudi od publiciteta paparazza. 
2009. Sabine je imala sukob s glumicom Sherlyn. Kasnije te godine, Sabine se razboljela zbog bakterijske infekcije. Zbog boli i nemogućnosti pamćenja je povučena iz telenovele Moj grijeh. 
Omiljeno Sabinino piće su Martiniji s egzotičnim cvijećem.

## Karijera
Sabine je glumila u mnogim meksičkim telenovelama. Uglavnom je glumila zle likove. Njezin najpoznatiji zao lik je Frida Villarreal iz serije Između ljubavi i mržnje, u kojoj je Sabine izvodila perverzne scene s Albertom Estrellom.

## Filmografija
- Morir dos veces (1996.)
- Luz Clarita (1996.)
- María Isabel, si tu supieras (1997.) - Mireya Serrano
- El privilegio de amar (1998.) - Lorenza
- Rosalinda (1999.) - žena u salonu
- Mujeres engañadas (1999.) - Diana de Lizárraga
- El Derecho de nacer (2001.) - Graciela

- Između ljubavi i mržnje (2002.) - Frida Villarreal
- Zrela ljubav (2004.) — Rebecca
- Maćeha (2005.) - Fabiola
- Amar Sin Límites (2007.) - Eva Santoro
- Amor sin Maquillaje (2007.) - Beatriz
- Las Tontas No Van al Cielo (2008.) - Marissa
- Moj grijeh (2009.) - Justina Almada de Huerta
- Ni contigo ni sin ti (2011.) - Eleonor Cortazar
- Abismo de Pasion (2012.) - Carmina Bouvier
- Obiteljski grijesi